# Dyer megye
Dyer megye az Amerikai Egyesült Államokban, azon belül Tennessee államban található. Megyeszékhelye és legnagyobb városa Dyersburg. Lakosainak száma 36 801 fő (2020. április 1.). Dyer megye Lake, Obion, Gibson, Crockett, Lauderdale, Mississippi és Pemiscot megyékkel határos.

## Népesség
A megye népességének változása:
| Lakosok száma | 38 313 | 38 161 | 38 253 | 38 213 | 37 893 | 36 801 |
|               | 2010   | 2011   | 2012   | 2013   | 2015   | 2020   |